# 고창성
고창성(高昌成, 1984년 12월 21일 ~ )은 전 KBO 리그 KT 위즈의 투수이다.

## 아마추어 시절
선린인터넷고등학교 시절에는 잘 던지기는 했지만 임팩트는 약한 투수였다. 결국 유급까지 했지만, 프로 지명을 받는 데 실패했고 경성대학교에 진학한 후 팀의 에이스로 급부상했다. 당시 경희대학교에 재학 중이던 박현준과 함께 대학 야구의 사이드암 양대산맥으로 활약하며 2008 드래프트에서 2라운드에 지명되었지만 부상으로 인해 데뷔 연도는 2009년으로 연기됐다.

## 한국 프로야구시절

### 두산 베어스시절
2008년에 2차 2라운드(전체 13위) 지명을 받아 입단하였다. 2008년에는 큰 활약이 없다가 본격적으로 1군에서 뛰기 시작한 2009년부터 막강 불펜으로 자리잡았다. 2010년에도 활약을 기대하였고 투구 이닝과 경기 출장수는 증가했으나 실점이 많아 2009년보다 평균자책점이 많이 증가하고 피홈런, 안타 개수도 많이 증가하여 불안한 모습을 보였다. 하지만 좋은 투구 내용과 사이드암 투수라는 점에서 광저우 아시안 게임 국가대표팀에 최종 선발되어 금메달을 획득했고 병역을 해결했다. 2012년 KIA 타이거즈 외야수 나지완을 비방하는 글을 페이스북에 써서 논란이 되어 2군으로 내려갔다가 후반기에 다시 1군에 올라왔다. 하지만 그 해 부진했고, 민병헌이 경찰 야구단에서 갓 제대하자마자 정수빈의 부상으로 1군에 등록되어 보호선수 등록 해당자가 늘어나자 시즌 후 보호선수 명단에서 제외되었다.

### NC 다이노스시절
2012년 11월 15일, NC 다이노스에서 특별 지명권을 행사하여 전력 보강 선수로 지정되어 이적했다.
이적 후 2013년부터 2015년까지 59경기에 출전했다. 2015년에는 6경기만 출전했다.
2016년 11월 28일에 방출되었다.

## 호주 프로야구 시절

### 시드니 블루삭스시절
방출 후 스포츠 기록 통계 전문업체 스포츠투아이가 운영하는 야구 학교에서 몸을 만들다가 2017년에 입단했다.

## 한국 프로야구 복귀

### KT 위즈시절
2018년에 입단하였다.
2018년 10월 29일 재계약불가 통보받고 방출되었다.

## 대한민국 야구 국가대표팀경력

### 2010년 광저우 아시안 게임
금메달을 획득하였다.

## 출신 학교
- 서울봉천초등학교
- 홍은중학교
- 선린인터넷고등학교
- 경성대학교

## 통산 기록
| 연도 | 팀명  | 평균자책점 | 경기 | 완투 | 완봉 | 승 | 패 | 세 | 홀 | 승률  | 타자 | 이닝 | 피안타 | 피홈런 | 볼넷 | 사구 | 탈삼진 | 실점 | 자책점 |
| ---- | ----- | ---------- | ---- | ---- | ---- | -- | -- | -- | -- | ----- | ---- | ---- | ------ | ------ | ---- | ---- | ------ | ---- | ------ |
| 2008 | 두산  | 2.45       | 5    | 0    | 0    | 0  | 0  | 0  | 0  | -     | 19   | 3.2  | 5      | 0      | 3    | 0    | 2      | 1    | 1      |
| 2009 | 두산  | 1.95       | 64   | 0    | 0    | 5  | 2  | 1  | 16 | 0.714 | 301  | 74   | 59     | 1      | 14   | 11   | 48     | 21   | 16     |
| 2010 | 두산  | 3.62       | 73   | 0    | 0    | 6  | 4  | 0  | 22 | 0.600 | 331  | 82   | 68     | 7      | 16   | 11   | 67     | 37   | 33     |
| 2011 | 두산  | 4.44       | 51   | 0    | 0    | 1  | 4  | 0  | 14 | 0.200 | 228  | 50.2 | 5      | 4      | 24   | 7    | 40     | 27   | 25     |
| 2012 | 두산  | 8.62       | 21   | 0    | 0    | 3  | 2  | 0  | 3  | 0.600 | 75   | 15.2 | 22     | 2      | 7    | 3    | 5      | 15   | 15     |
| 2013 | NC    | 4.79       | 28   | 0    | 0    | 0  | 0  | 0  | 1  | -     | 105  | 20.2 | 27     | 0      | 12   | 5    | 13     | 12   | 11     |
| 2014 | NC    | 1.80       | 25   | 0    | 0    | 1  | 1  | 0  | 1  | 0.500 | 107  | 25   | 25     | 1      | 7    | 3    | 11     | 9    | 5      |
| 2015 | NC    | 3.72       | 6    | 0    | 0    | 0  | 0  | 0  | 0  | -     | 47   | 9.2  | 11     | 1      | 4    | 2    | 3      | 4    | 4      |
| 2018 | KT    | 6.69       | 42   | 0    | 0    | 2  | 0  | 0  | 5  | 1.000 | 183  | 37.2 | 57     | 7      | 11   | 5    | 23     | 29   | 28     |
| 통산 | 9시즌 | 3.89       | 315  | 0    | 0    | 18 | 13 | 1  | 62 | 0.581 | 1396 | 319  | 324    | 23     | 98   | 47   | 212    | 155  | 138    |